# Fanny Bias
Pour les articles homonymes, voir Bias.
Anne Françoise Bias, dite Fanny Bias, née à Passy le 3 juin 1789 et morte à Paris le 6 septembre 1825, est une danseuse française de l'Opéra de Paris de 1807 à 1825.

## Biographie

### Jeunesse et famille
Anne Françoise Bias naît en 1789 à Passy, fille de Jean Bias, bourgeois de Paris, et de Françoise Charlotte Ribert, son épouse, domiciliés rue Thibautodé. Elle est baptisée le même jour à l'église Notre-Dame-de-Grâce de Passy.
En 1814, elle donne naissance à un fils naturel, prénommé Jean Louis Victor. En octobre 1823, un journal annonce qu'elle « est sur le point d'épouser Alexis de l'Opéra-Comique » : né Pierre-Auguste Dupond, il est ténor sous le pseudonyme d'Alexis Dupont. Le mariage n'a pas lieu, mais en avril 1824, elle accouche d'une fille, prénommée Camille Jenny, fille naturelle de celui qui est en réalité son concubin,. Le danseur Auguste Vestris est l'un des deux témoins à signer l'acte de naissance.
Fanny Bias reconnaît ses deux enfants en août 1825, un mois avant sa mort.
Selon une note parue dans la Correspondance de George Sand, Camille Jenny Bias serait devenue l'écrivaine Camille Bias.

### Carrière
Élève de Louis Milon et de Jean-François Coulon, Fanny Bias fait des débuts remarqués en 1807 dans le corps de ballet de l'Académie impériale de musique, avec un pas de deux. Devenue premier sujet en 1817, elle est une des danseuses favorites de la Restauration, avec son amie Émilie Bigottini.
Surnommée « la désossée » en raison de sa gracilité, elle se voit consacrer une petite satire, la comparant à Mlle Ducy, une danseuse plus en chair : 

« Un ruban se perdit l’autre soir sur la scène ;
Mais est-ce à Terpsichore ou bien à Melpomène
Qu’appartient ce lien coquet ?
De la svelte Fanny c’était la jarretière,
Si l’on en croit un journal indiscret.
Le feuilleton fait une erreur grossière ;
Ducy, la rondelette, en souffrit la première.
Car le ruban susdit était... son bracelet. »

On la remarque en 1820 dans Les Pages du duc de Vendôme et dans plusieurs divertissements. Elle se produit à Londres l'année suivante et devient l'une des premières danseuses à pratiquer sur scène la technique des pointes, moment historique immortalisé par une lithographie de Jean Frédéric de Waldeck.
En octobre 1823, alors enceinte de sa fille, Fanny Bias se produit sur la scène de l'Opéra-Comique. Son nom n'apparaît plus dans les actualités du spectacle après cette date.
Malade, Fanny Bias meurt prématurément en 1825, en son domicile du 17, rue Grange-Batelière. Ses obsèques sont célébrées à l'église Saint-Roch, M. Marduel, le curé, ayant tenu à préciser dans la presse que la danseuse « avait satisfait, avant de mourir, à ce qu'exigent les lois de l'église. » Elle est inhumée au cimetière du Père-Lachaise. 

### Postérité
- La rose 'Fanny Bias' (obtenteur Jean-Pierre Vibert), 1819[16]

## Principaux rôles
- 1818 : Zéloïde, musique Louis-Sébastien Lebrun, Académie royale de musique, Paris : une sylphide
- 1818 : Proserpine, Académie royale de musique, Paris : une nymphe des prairies
- 1818 : Zirphile et Fleur de Myrte, musique Catel, Académie royale de musique, Paris : une jeune amante
- 1818 : Les Jeux floraux, musique Léopold Aimon, Académie royale de musique, Paris : une dame
- 1819 : Olympie, tragédie lyrique en trois actes, théâtre de l'Opéra-Montansier, Paris
- 1820 : Les Pages du duc de Vendôme, ballet-pantomime en un acte : Élise

## Iconographie
- « Éphésiennes. Mme Courtin. Mme Fanny Bias », Olympie : maquettes de costumes, Auguste Garnerey, 1819, Bibliothèque nationale de France, département Bibliothèque-musée de l'opéra, D216-5 (18-102)  [voir en ligne]

- Fanny Bias dans le rôle d'Élise, Les Pages du duc de Vendôme : six pl. de costumes, d'après Auguste Garnerey ; lithographie de Godefroy Engelmann, 1820, Bibliothèque nationale de France, département Bibliothèque-musée de l'opéra, D216-6 (23-29)  [voir en ligne]
- [Bias, Fanny ; recueil iconographique], Bibliothèque nationale de France, 4-ICO PER-2589[17]